# Tandragee
Tandragee (Iers: Tóin re Gaoith) is een plaats in het Noord-Ierse district Armagh. Tandragee telt 3018 inwoners. Van de bevolking is 86,9% protestant en 10,5% katholiek.

## Afbeeldingen

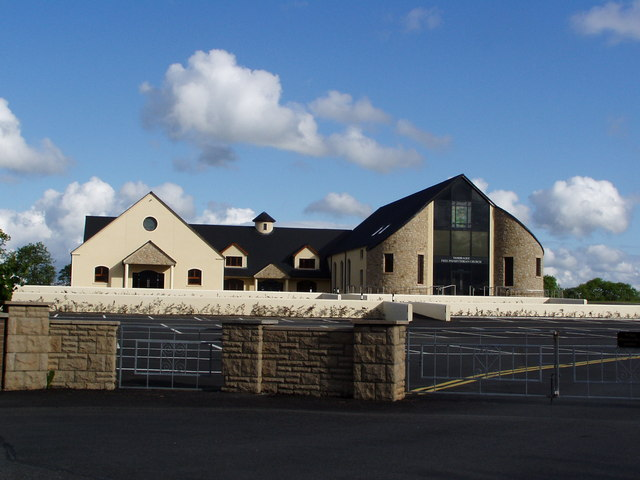
Nieuw kerkgebouw Free Presbyterian Church of Ulster
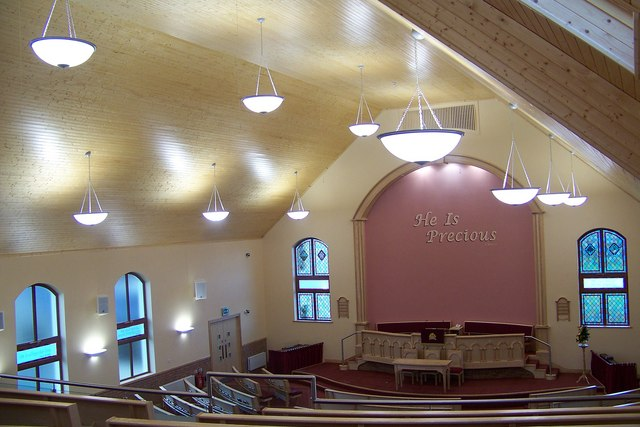
Interieur Free Presbyterian church